# アリックス・ド・リュクサンブール
アリックス・ド・リュクサンブール（仏:Alix de Luxembourg；盧:Alix vu Lëtzebuerg, 1929年8月24日 - 2019年2月11日）は、ルクセンブルク大公国の大公女で、ベルギー貴族のリーニュ公アントワーヌの妻。

## 略歴
ルクセンブルク女大公シャルロットとその夫君でパルマ公ロベルト1世の息子であるフェリックスの間の末娘として生まれた。全名はアリックス・マリー・アンヌ・アントニア・シャルロット・ガブリエル（Alix Marie Anne Antonia Charlotte Gabrielle）。1931年発行のルクセンブルクの切手には、まだ幼いアリックスの姿がモデルになっている。

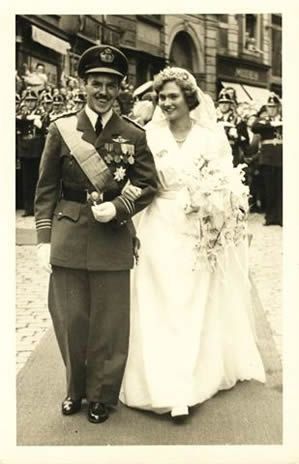
結婚式でのアントワーヌとアリックス

1950年8月17日にルクセンブルク市において、第11代リーニュ公ウジェーヌ2世の次男アントワーヌと結婚し、7人の子女をもうけた。夫アントワーヌは第12代リーニュ公ボードゥアン（1918年 - 1985年）、オーストリア大公カール・ルートヴィヒの妻ヨランド（1923年 - ）らの弟で、子どものいなかった兄の没後リーニュ公家の家長となった。
アリックスが過去に使用していたティアラは、2013年9月に挙式した大甥フェリックス大公子の花嫁クレア妃が当日に身につけた。
2019年2月11日、エノー州ブロイユにあるリーニュ公の居城にて死去。89歳没。

## 子女
- ミシェル・シャルル・ウジェーヌ・マリー・ラモラル（英語版）（1951年 - ） - リーニュ公
- ウォティエ・フィリップ・フェリズ・マリー・ラモラル（1952年 - ） - 1976年、レヒーネ・ファン・レーネスセ女伯と結婚
- アンヌ＝マリー・ジャンヌ・イザベル（1954年 - ） - 1981年、Olivier Mortgatと結婚
- クリスティーヌ・マリー・エリザベート（1955年 - ） - 1981年、ブラジル皇子アントニオ・ジョアンと結婚
- ソフィー・レオンティーヌ・シャルロット・マリー・ガブリエル（1957年 - ） - 1982年、フィリップ・ド・ニコライ伯爵と結婚
- アントワーヌ・ラモラル・シャルル・ジョゼフ・マリー（1959年 - ） - 2001年、ジャクリーヌ・ド・ラノワ女伯と結婚
- ヨランド・マリー・ガブリエル（1964年 - ） - ヒューゴー・タウンゼンド[注釈 1]と結婚